# Ctenitis dianguiensis
Ctenitis dianguiensis är en träjonväxtart som först beskrevs av W. M. Chu och H.G.Zhou, och fick sitt nu gällande namn av S.Y.Dong. Ctenitis dianguiensis ingår i släktet Ctenitis och familjen Dryopteridaceae. Inga underarter finns listade.